# Efectos del cambio climático en la salud mental

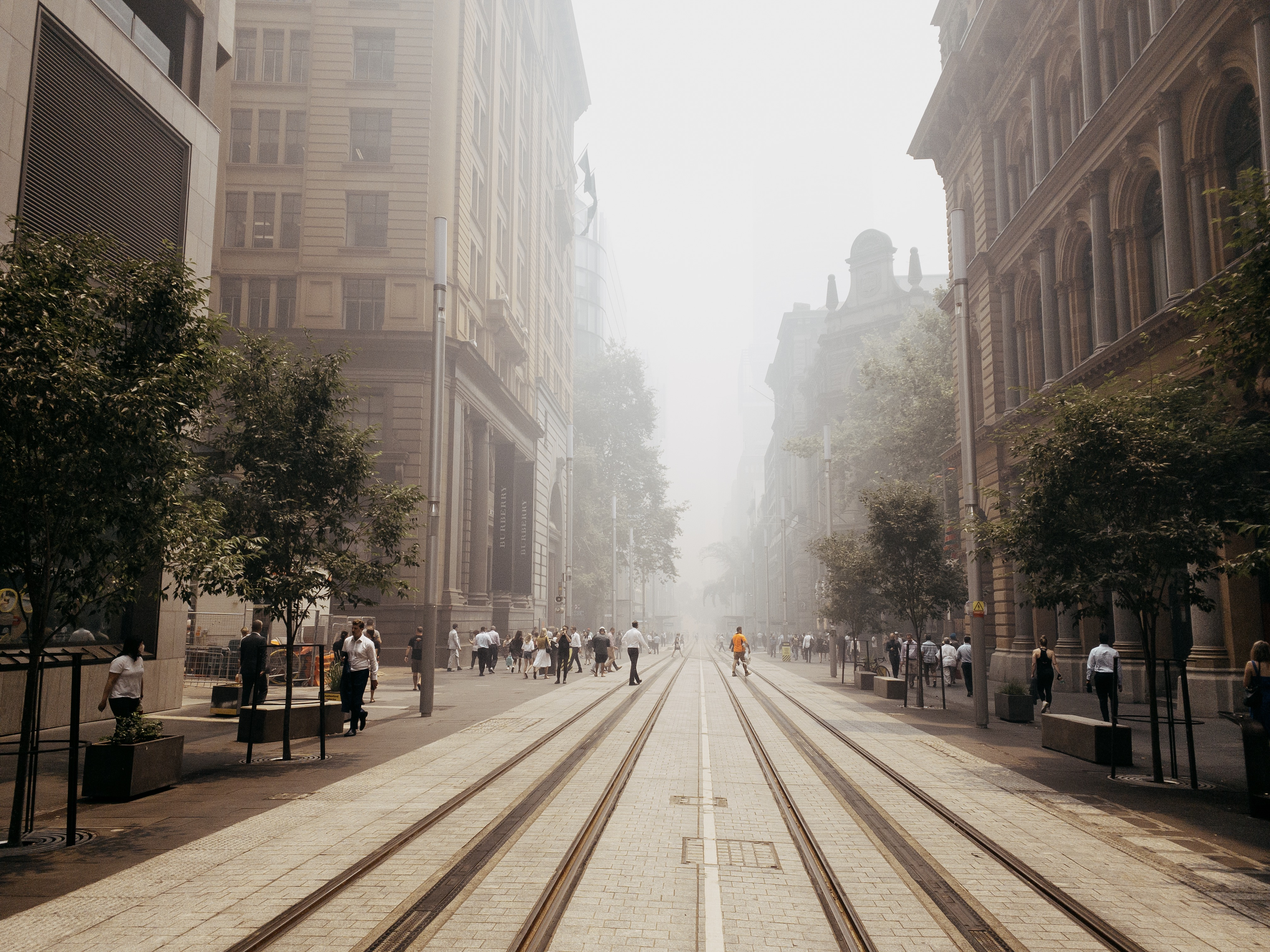
El humo en Sídney (Australia) de la grandes incendios forestales en 2019 afectó de forma directa a la salud mental de algunas personas. La probabilidad de incendios forestales aumenta con el cambio climático

Los efectos del cambio climático en la salud mental y el bienestar se están documentando a medida que las consecuencias del cambio climático se hacen más tangibles e impactantes. Este es especialmente el caso de las poblaciones vulnerables y de las personas con enfermedades mentales graves preexistentes. Existen tres amplias vías por las que pueden producirse estos efectos: directa, indirecta o a través de la concienciación. La vía directa incluye las afecciones relacionadas con el estrés causadas por la exposición a fenómenos meteorológicos extremos. Entre ellas se incluye el trastorno de estrés postraumático (TEPT). Los estudios científicos han relacionado la salud mental con varias exposiciones relacionadas con el clima. Entre ellas se incluyen el calor, la humedad, las precipitaciones, la sequía, los incendios forestales y las inundaciones. La vía indirecta puede ser la perturbación de las actividades económicas y sociales. Un ejemplo es cuando una zona agrícola es menos capaz de producir alimentos. La tercera vía puede ser la mera concienciación de la amenaza del cambio climático, incluso por parte de personas que no se ven afectadas por él. Esto se manifiesta especialmente en forma de ansiedad por la calidad de vida de las generaciones futuras.
Un aspecto adicional a tener en cuenta es el impacto perjudicial que el cambio climático puede tener en los espacios naturales verdes o azules, que se ha demostrado que tienen un impacto beneficioso en la salud mental. Los impactos del cambio climático antropogénico, como la contaminación del agua dulce o la deforestación, degradan estos paisajes y reducen el acceso público a ellos. Incluso cuando los espacios verdes y azules están intactos, su accesibilidad no es igual en toda la sociedad, lo que constituye un problema de justicia ambiental y desigualdad económica.
Las consecuencias para la salud mental se han medido con distintos indicadores. Entre ellos se incluye el aumento de la carga de los sistemas sanitarios, como los ingresos en hospitales psiquiátricos, junto con el aumento de las tasas de mortalidad, autolesiones y suicidio. Las personas con enfermedad mental preexistente, Pueblos indígenas, migrantes y refugiados, y niños y adolescentes son especialmente vulnerables. Las respuestas emocionales a la amenaza del cambio climático pueden incluir ecoansiedad, duelo ecológico y eco-angustia. Tales emociones pueden ser respuestas racionales a la degradación del mundo natural y pueden conducir a una acción adaptativa.
Evaluar los efectos exactos del cambio climático sobre la salud mental es difícil; el aumento de las temperaturas extremas supone riesgos para la salud mental que pueden manifestarse en un aumento de los ingresos hospitalarios relacionados con la salud mental y suicidalidad.: 9 

## Caminos

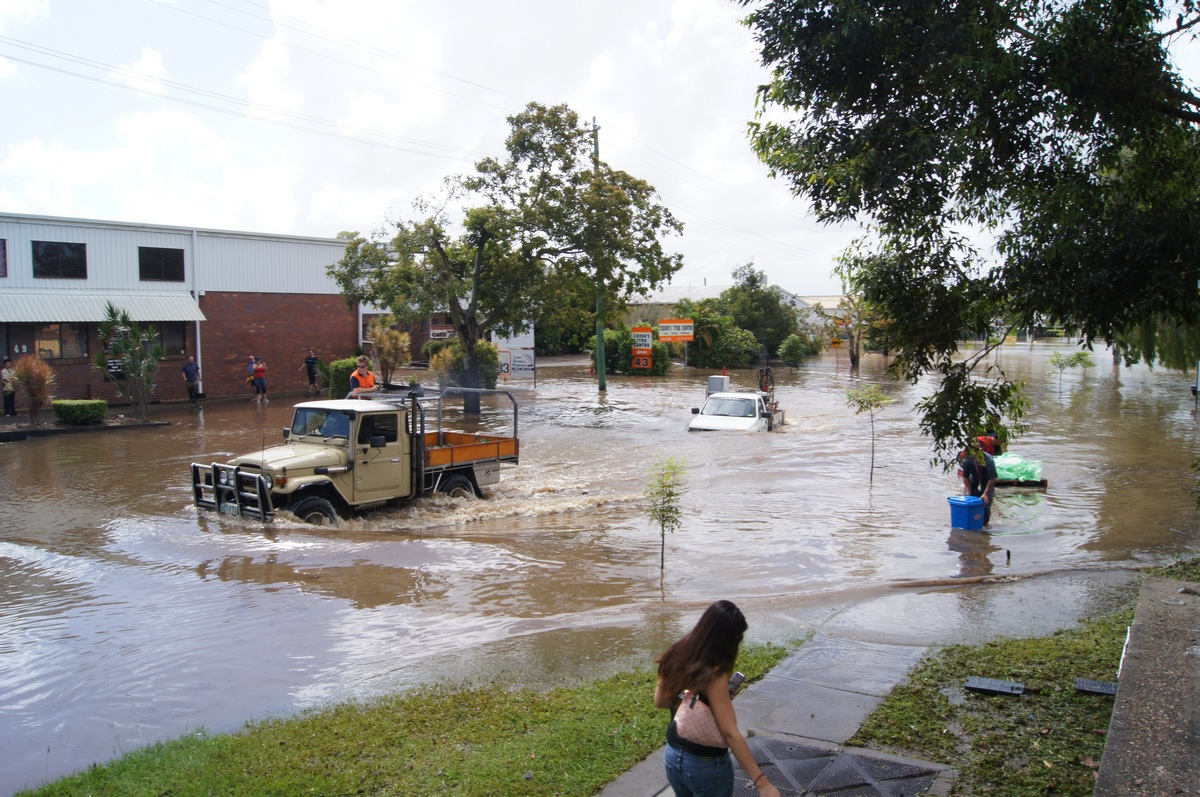
Inundación en el suburbio Brisbane de Sumner en 2011, que afectó a la salud mental de los residentes (se prevé que las inundaciones en Queensland sean más frecuentes y graves debido al cambio climático).

La salud mental es un estado de bienestar en el que una persona puede reconocer sus capacidades, manejar las tensiones cotidianas de la vida, trabajar de forma productiva y ser capaz de contribuir a su comunidad.
Existen tres vías causales principales por las que el cambio climático afecta a la salud mental: directa, indirecta o a través de la sensibilización (o «psicosocial»). En algunos casos, las personas pueden verse afectadas por más de una vía a la vez.
Por ejemplo, algunos designan la vía de la «concienciación» con el término «impacto indirecto», mientras que otros la agrupan bajo el término «impacto indirecto». Una revisión sistemática de 2022 de 120 estudios descubrió que los fenómenos relacionados con el cambio climático, en particular las catástrofes naturales y el calor extremo, se asocian sistemáticamente con un mayor riesgo de ansiedad, depresión, trastorno de estrés postraumático (TEPT) y suicidio. (Cianconi P, Betrò S, Janiri L. The Impact of Climate Change on Mental Health: A Systematic Descriptive Review. Front Psychiatry. 2020 Mar 6;11:74. doi: 10.3389/fpsyt.2020.00074. PMID: 32210846; PMCID: PMC7068211.) «efectos indirectos» a través de trastornos financieros y sociales en «psicosociales».

## Impactos por vía directa

Casi seis de cada diez encuestados afirmaron que ya se ha producido un efecto grave del cambio climático en el lugar donde viven, y el 38% espera verse desplazado de su hogar en los próximos 25 años a causa del cambio climático.

La vía directa incluye trastornos relacionados con el estrés provocados por la exposición a fenómenos meteorológicos extremos, como olas de calor, sequías, inundaciones e incendios forestales. Estas situaciones pueden provocar traumas, como el desplazamiento debido a catástrofes naturales provocadas por el cambio climático, como inundaciones o incendios, la pérdida de amigos y familiares u otros sucesos traumáticos. El efecto de estar expuesto a tales acontecimientos puede ser el aumento de enfermedades mentales como trastorno de estrés postraumático y trastorno de estrés agudo, depresión y trastorno de ansiedad generalizada. Estos efectos a menudo se producen simultáneamente, así como de forma individual. Existe una gran cantidad de literatura relativa a la asociación entre desastres y salud mental (sin vincular explícitamente un aumento de la frecuencia y gravedad al cambio climático).
Lo más habitual es que se trate de estrés de corta duración, del que las personas suelen recuperarse rápidamente. Pero a veces se instalan trastornos crónicos, especialmente entre quienes han estado expuestos a múltiples sucesos, como el estrés postraumático, el trastorno somatomorfo o la ansiedad a largo plazo. Una respuesta rápida por parte de las autoridades para restablecer la sensación de orden y seguridad puede reducir sustancialmente el riesgo de cualquier impacto psicológico a largo plazo para la mayoría de las personas. Sin embargo, las personas que ya padecían enfermedades mentales, especialmente psicosis, pueden necesitar cuidados intensivos, que pueden ser difíciles de proporcionar si los servicios locales de salud mental se han visto interrumpidos por las condiciones meteorológicas extremas.
La salud física puede verse gravemente afectada por el cambio climático (véase también Efectos del calentamiento global en la salud humana). El deterioro de la salud física de una persona también puede provocar un deterioro de su salud mental.
Las manifestaciones directas menos extremas del cambio climático también pueden tener efectos psicológicos directos. La relación más estudiada entre el clima y el comportamiento humano es la que existe entre la temperatura y la agresividad. Diversos estudios concluyen que las altas temperaturas provocan mal humor en las personas, lo que lleva a un aumento de la violencia física.

### Aumento de las temperaturas y olas de calor
Varios estudios han demostrado que existe una correlación entre las temperaturas elevadas y los ingresos hospitalarios psiquiátricos por una serie de trastornos mentales y neurológicos (demencia, trastornos del estado de ánimo, trastornos de ansiedad, esquizofrenia, trastorno bipolar, trastornos somatomorfos y trastornos del desarrollo psicológico).
También se ha observado que las altas temperaturas ambientales influyen en la mortalidad de las personas con enfermedades mentales y neurológicas. Otro estudio europeo respalda este hallazgo con un mayor riesgo de mortalidad para las personas con trastornos psiquiátricos durante las olas de calor de 2000 a 2008 en Roma y Estocolmo, en particular para las personas mayores (75+) y las mujeres.  Las proyecciones de mortalidad bajo diferentes escenarios de cambio climático en China también estiman tendencias crecientes en el exceso de mortalidad relacionada con el calor para los trastornos mentales, pero una tendencia decreciente en el exceso de mortalidad relacionada con el frío.
Varios estudios realizados en Asia concluyeron que la fluctuación de las temperaturas influía en la salud mental y el bienestar, y repercutía en la productividad y los medios de vida. Por ejemplo, la exposición a largo plazo a temperaturas altas y bajas en Taiwán provocó un aumento del 7% en la incidencia de trastornos depresivos graves por cada 1 °C de incremento en las regiones con una temperatura media anual superior a los 23 °C.

#### Tasas de suicidio
La temperatura también se ha asociado con las tasas de autolesión y suicidio. Utilizando datos de EE. UU. y México, se descubrió que las tasas de suicidio aumentaban un 0,7% y un 3,1%, respectivamente, por un aumento de 1 °C en la temperatura media mensual. El aumento de las temperaturas se asocia a un incremento de los comportamientos agresivos y a un aumento de los índices de delincuencia, lo que se traduce en un aumento de los homicidios y las agresiones, así como en un aumento de los índices de suicidio en hombres jóvenes y adultos mayores. Las temperaturas ambientales más altas también se asocian con visitas a los servicios de urgencias por salud mental, suicidios y autoinformes de mala salud mental.
Se proyecta que en las próximas décadas, las tasas de suicidio en Estados Unidos y México aumentarán debido al aumento de las temperaturas ambientales. Suponiendo que no haya una reducción en la tasa actual de emisiones de gases de efecto invernadero, se proyecta que para 2050, habrá entre 9,000 y 40,000 suicidios adicionales en Estados Unidos y México, que es una tasa comparable a la estimada después del impacto de recesión económica, programas de prevención del suicidio y leyes de restricción de armas. El estudio también mostró un aumento del lenguaje depresivo y de la ideación suicida utilizada en las publicaciones de las redes sociales correlacionado con un aumento de las temperaturas.  En India, el aumento de las temperaturas durante la temporada de cultivo también se ha asociado con un aumento de los suicidios, a un ritmo de 67 muertes adicionales al año por cada 1 °C adicional.

### Incendios forestales
Estudios realizados en Norteamérica han demostrado que las experiencias de evacuación y aislamiento debidas a los incendios forestales, así como los sentimientos de miedo, estrés e incertidumbre, contribuyeron a efectos negativos agudos y a largo plazo sobre el bienestar mental y emocional. Los episodios prolongados de humo se relacionaron con problemas respiratorios, estancias prolongadas en espacios cerrados e interrupciones de los medios de subsistencia y las actividades terrestres, lo que afectó negativamente al bienestar mental. En un estudio australiano se obtuvieron resultados similares, con un aumento de las tasas de estrés, depresión, ansiedad y trastorno de estrés postraumático correlacionado con la gravedad de la exposición a los incendios forestales.

### Inundaciones
Un estudio australiano en comunidades rurales concluyó que la amenaza de sequía e inundaciones se entrelazan y contribuyen a disminuir el bienestar por estrés, ansiedad, pérdida y miedo. Un estudio de cohortes del Reino Unido que analizaba el impacto a largo plazo de las inundaciones descubrió que la morbilidad psicológica persistía durante al menos tres años después del suceso de la inundación.

### Aumento de las concentraciones de dióxido de carbono
Los impulsores del cambio climático también pueden tener efectos fisiológicos en el cerebro, además de sus repercusiones psicológicas. A finales del siglo XXI, las personas podrían estar expuestas a niveles interiores de CO2 de hasta 1.400 ppm, el triple de lo que se experimenta hoy en día en el exterior. Esto podría reducir la capacidad básica de los humanos para tomar decisiones en interiores en un ~25% y el pensamiento estratégico complejo en un ~50% debido a la toxicidad del dióxido de carbono.

## Impactos por vía indirecta
El cambio climático puede afectar al bienestar y la salud mental también a través de consecuencias indirectas, como "la pérdida de tierras, la huida y la migración, la exposición a la violencia, el cambio del entorno social, ecológico, económico o cultural". Los efectos indirectos sobre la salud mental también pueden producirse a través de impactos sobre la salud física. La salud física y la salud mental tienen una relación recíproca, por lo que cualquier efecto relacionado con el cambio climático que afecte a la salud física también puede afectar indirectamente a la salud mental.
En varias partes del mundo, el cambio climático afecta significativamente a los ingresos económicos de la población, por ejemplo, al reducir la producción agrícola. Esto puede causar un estrés importante, que a su vez puede conducir a la depresión, ideas suicidas y otras condiciones psicológicas negativas. Las consecuencias pueden ser especialmente graves si al estrés económico se suma una alteración significativa de la vida social, como el traslado a campamentos. Las intervenciones gubernamentales eficaces, similares a las utilizadas para aliviar el estrés de una crisis financiera, pueden aliviar las condiciones negativas causadas por dicha perturbación.
Tener que emigrar debido a un fenómeno meteorológico extremo o a un conflicto exacerbado por el cambio climático puede provocar un aumento de las tasas de enfermedades físicas y angustia psicológica.

## Impactos de la vía del aumento de la concienciación

En EE.UU., Demócratas (azul) y Republicanos (rojo) difieren en sus opiniones sobre la gravedad de abordar el cambio climático, con la brecha ampliándose desde finales de la década de 2010 debido principalmente al aumento de la participación de los demócratas.

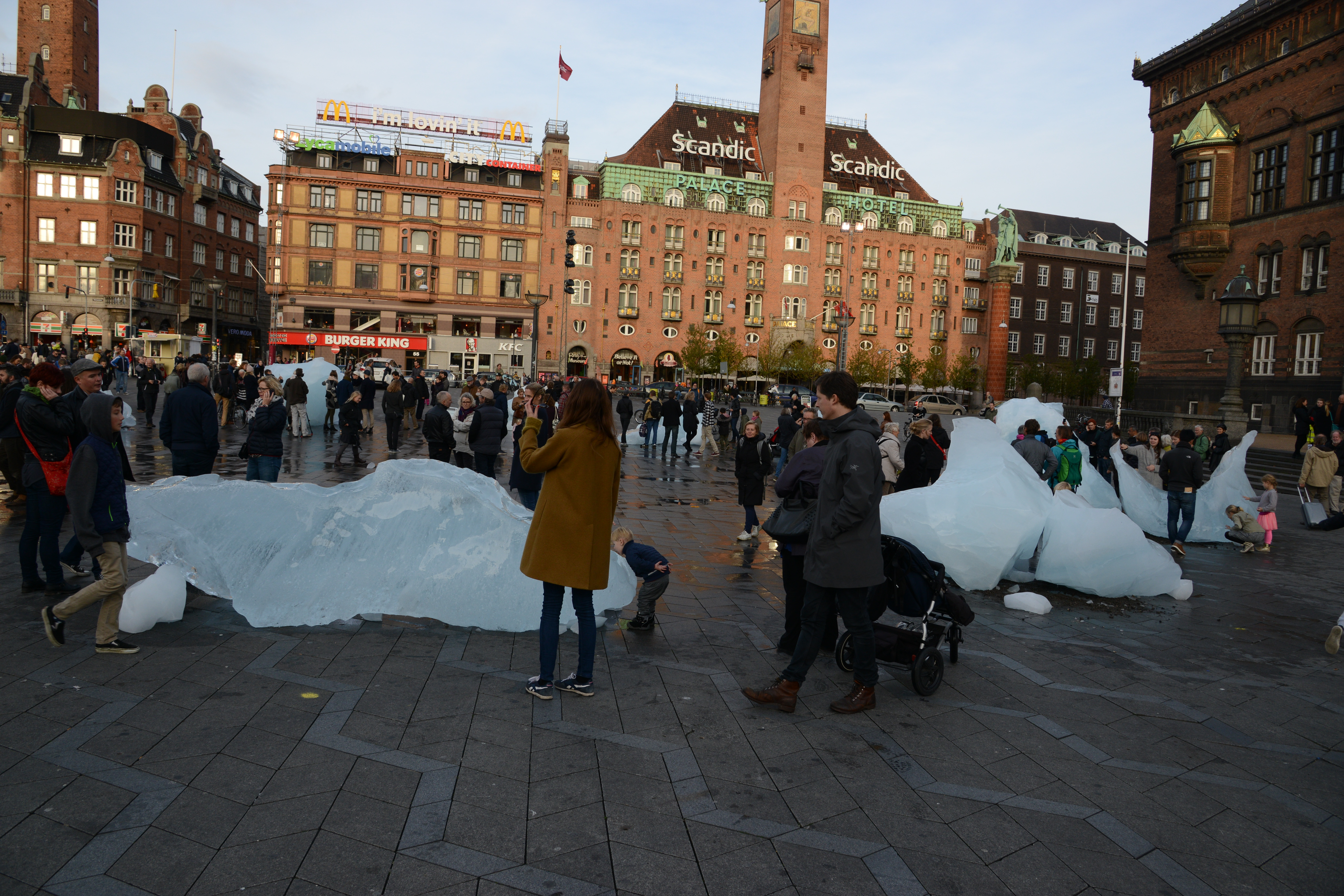
Doce grandes bloques de hielo desprendidos de la capa de hielo de Groenlandia son recogidos en un fiordo a las afueras de Nuuk y presentados en forma de reloj en Copenhague en 2014. La obra sensibiliza sobre el cambio climático al ofrecer una experiencia directa y tangible de la realidad del deshielo ártico

La tercera vía puede ser la mera conciencia de la amenaza del cambio climático, incluso por parte de individuos que no han experimentado personalmente ningún impacto negativo directo. Esto puede causar malestar psicológico, ansiedad (ecoansiedad) y (duelo ecológico).
Los trastornos como la ansiedad ecológica rara vez son tan graves como para requerir tratamiento clínico. Aunque desagradables y, por tanto, clasificadas como negativas, estas afecciones se han descrito como respuestas racionales válidas a la realidad del cambio climático.

## Tipos de consecuencias para la salud mental
Existen multitud de enfermedades mentales que afectan a cada persona de forma diferente. Los tipos de resultados de salud mental relacionados con los efectos del cambio climático (por ejemplo, durante olas de calor) pueden agruparse de la siguiente manera:
- Trastornos clínicos
  - Trastornos relacionados con el trauma
    - Trastorno por estrés postraumático (TEPT)
    - Trastorno por estrés agudo

  - Depresión
  - Ansiedad
  - Autolesiones y Suicidio
- Condiciones Subclínicas
  - Angustia psicológica
- Constructos ambientales y climáticos específicos
  - Ansiedad climática (eco-ansiedad)
  - Solastalgia
- Hopitalizaciones relacionadas con la psiquiatría y defunciones (ingresos por trastornos mentales y neurológicos, incluidos demencia, trastornos del estado de ánimo, trastornos de ansiedad, esquizofrenia, trastorno bipolar, trastornos somatomorfos y trastornos del desarrollo psicológico).
- Exacerbación de un enfermedad mental preexistente
- Impactos potenciales del desarrollo neural

## Poblaciones vulnerables y etapas de la vida
El cambio climático no afecta a todo el mundo por igual; las personas de menor nivel económico y estatus social corren un mayor riesgo y experimentan impactos más devastadores.

### Personas con enfermedades mentales preexistentes
Las temperaturas más altas pueden afectar a las personas que toman ciertos psicotrópicos (incluidos hipnóticos, ansiolíticos y antipsicóticos).Pueden tener un mayor riesgo de insolación y muerte como consecuencia de las altas temperaturas.

### Pueblos indígenas

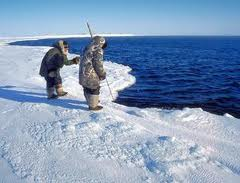
El estilo de vida y las zonas de caza de los inuit en Alaska se verán afectados debido a la derretimiento del hielo marino.

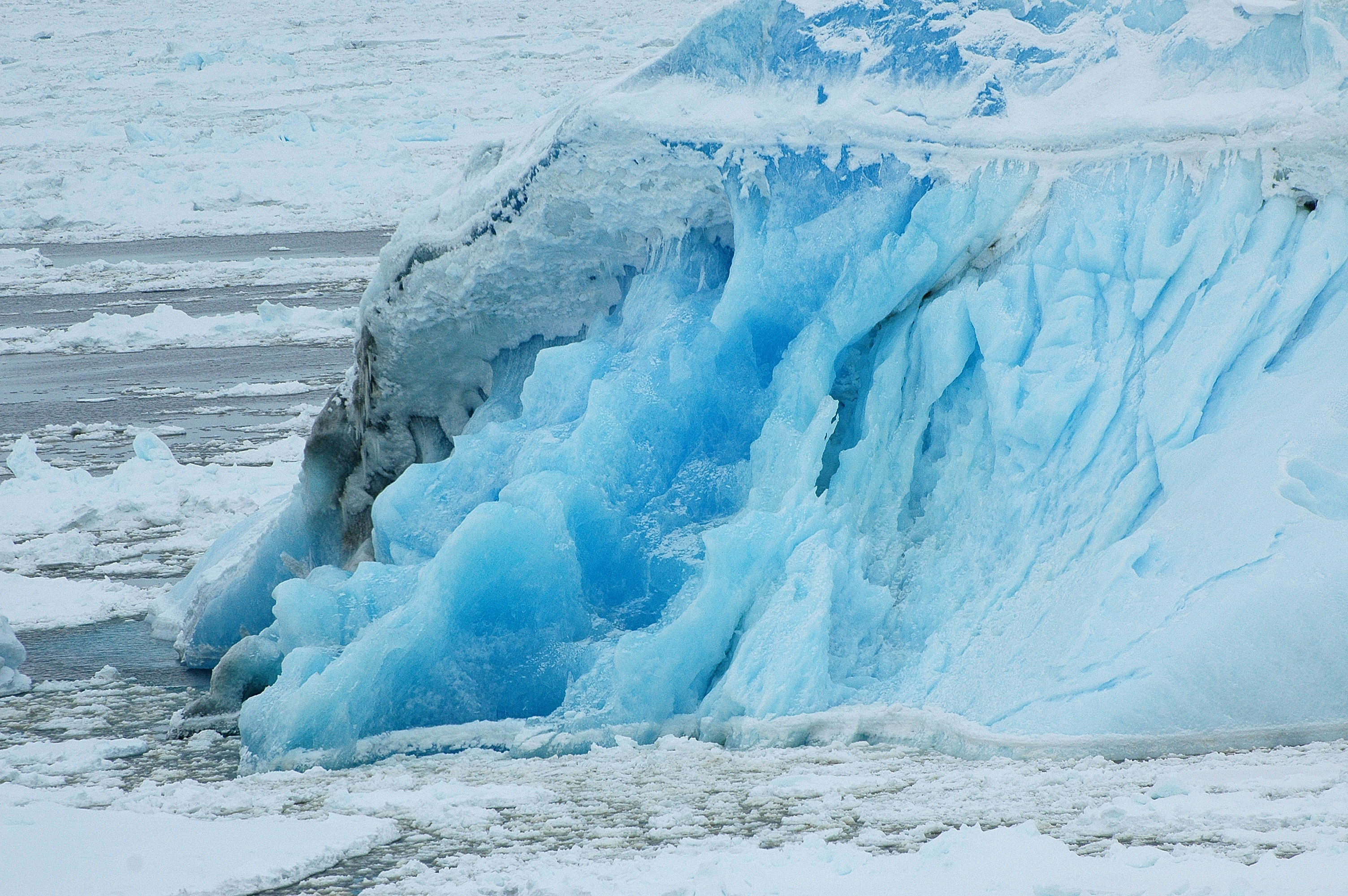
La pérdida de hielo marino puede tener un impacto psicológico en las personas que lo valoran. "Somos gente del hielo marino. Y si ya no hay hielo marino, ¿cómo vamos a ser gente del hielo marino?". - Inuit anciano.

#### Comunidades inuit
Los estudios cualitativos que informan sobre los impactos únicos del cambio climático en la salud mental de las comunidades Inuit en Canadá han descrito una pérdida de solaz basado en el lugar, actividades basadas en la tierra como la caza, y la identidad cultural debido a los cambios en el clima y los paisajes locales.
El cambio climático tiene efectos devastadores en el bienestar psicológico de los pueblos indígenas, ya que les afecta directa e indirectamente. Como sus estilos de vida suelen estar estrechamente ligados a la tierra, el cambio climático afecta directamente a su salud física y a su estabilidad financiera de forma cuantificable. También existe una correlación preocupante entre los graves problemas de salud mental de los pueblos indígenas de todo el mundo y los cambios medioambientales. La conexión y el valor que las culturas indígenas atribuyen a la tierra significa que dañarla o separarse de ella repercute directamente en la salud mental. Para muchos, su país está entrelazado con aspectos psicológicos como su identidad, su comunidad y sus rituales.
Las respuestas gubernamentales inadecuadas que desatienden el conocimiento indígena empeoran aún más los efectos psicológicos negativos relacionados con el cambio climático. Esto produce el riesgo de homogeneización cultural debido a los esfuerzos globales de adaptación al cambio climático y la interrupción de las tradiciones culturales debido a la reubicación forzada. Los países con un estatus socioeconómico más bajo y los grupos minoritarios en áreas socioeconómicas altas se ven afectados de forma desproporcionada por la crisis climática. Esto ha creado migrantes climáticos debido al empeoramiento de las condiciones medioambientales y a los fenómenos climáticos catastróficos.
Los cambios en el nivel del mar y la formación de hielo causan grandes impactos en las comunidades indígenas. Los cambios pueden provocar cambios en las emociones como ira, miedo, ansiedad, sensación de pérdida, etc.; así como cambios en el comportamiento como retraimiento, agresividad y aumento del consumo de sustancias. Se ha observado un sentimiento de pérdida debido a los cambios en las técnicas tradicionales de predicción meteorológica y navegación, especialmente entre las generaciones más jóvenes, donde provoca sentimientos de dislocación cultural y disociación, así como cambios en la identidad. Es probable que el cambio climático siga afectando a las comunidades indígenas y a su salud mental durante las próximas décadas. Otro estudio indicaba que el efecto acumulativo de la exposición repetida a los sucesos del cambio climático y a los factores de estrés relacionados con ellos podría provocar algún tipo de enfermedad mental. También se ha estudiado el efecto del cambio climático en la juventud inuit, con la preocupación por los ancianos, la reducción de la conexión con la tierra, los desafíos a las actividades culturales, entre otras cosas que tienen un efecto en la salud mental de los jóvenes.

#### Pueblos indígenas de Australia

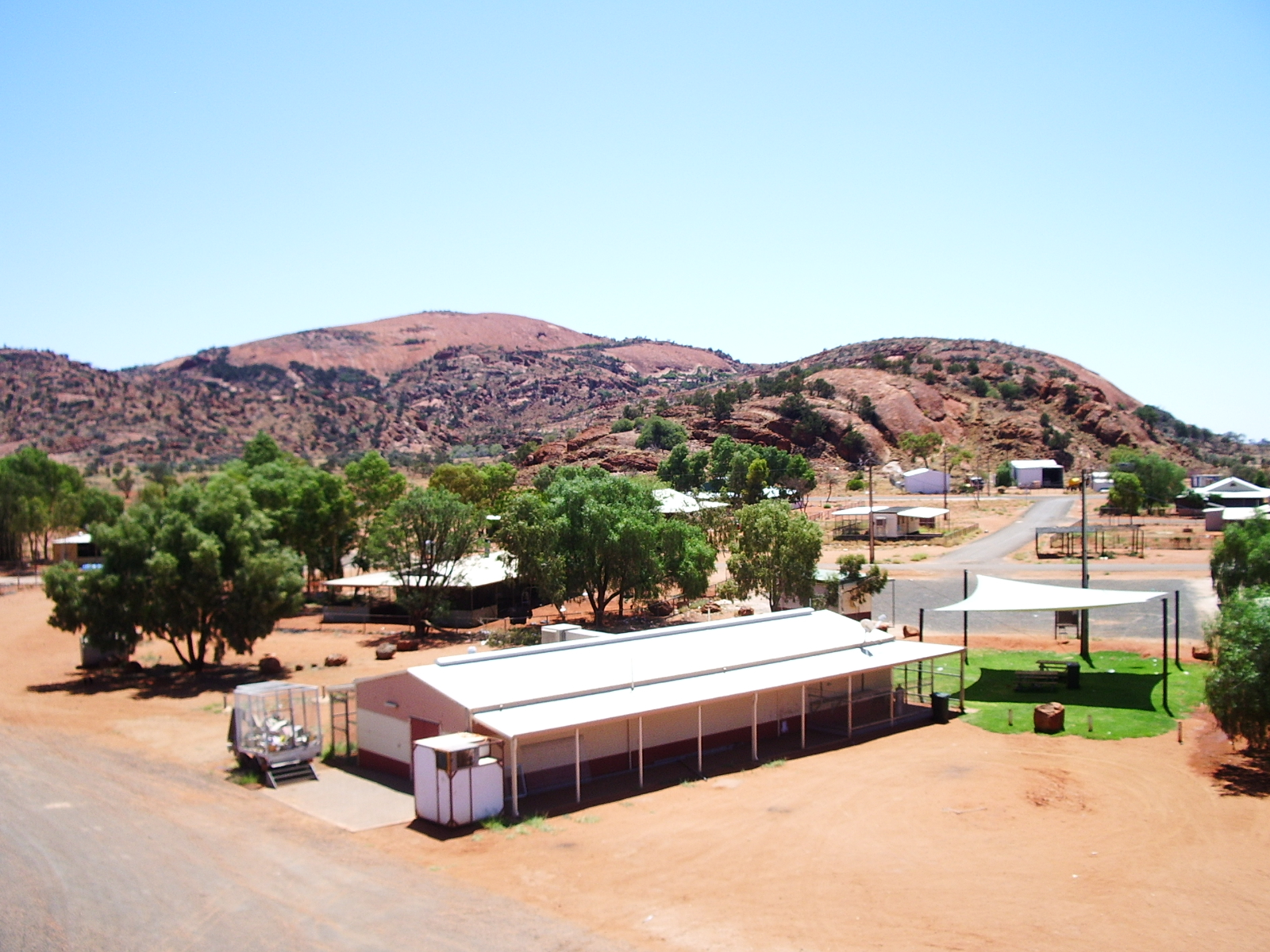
Las comunidades aborígenes podrían sufrir en el futuro un aumento de las olas de calor y la sequía en algunas partes de Australia (Watarru, Comunidad Anangu, Australia Meridional)

Los estudios realizados con Pueblos aborígenes e isleños del Estrecho de Torres de Australia también destacan las repercusiones medioambientales del cambio climático en el bienestar emocional, incluido el aumento de la angustia de la comunidad por el deterioro de la conexión con el país. El calor también parecía estar asociado con la incidencia de suicidios en las poblaciones indígenas de Australia; sin embargo, otros factores sociodemográficos pueden desempeñar un papel más crítico que los factores meteorológicos.

### Niños
El cambio climático es una grave amenaza para la salud mental de niños y adolescentes.La salud mental de los niños, sus derechos y el cambio climático deben considerarse temas interrelacionados, no puntos separados.
Los niños y los adultos jóvenes son los más vulnerables al impactos del cambio climático. Muchos de los impactos del cambio climático que afectan a la salud física de los niños también conllevan consecuencias psicológicas y de salud mental. Los niños que viven en ubicaciones geográficas más susceptibles a los impactos del cambio climático, o con infraestructuras más débiles y menos apoyos y servicios sufren los peores impactos.
Los impactos del cambio climático en los niños incluyen que tienen un alto riesgo de sufrir consecuencias de salud mental como TEPT, depresión, ansiedad, fobias, trastornos del sueño, trastornos del apego y abuso de sustancias. Estas condiciones pueden conducir a problemas con la regulación de las emociones, la cognición, el aprendizaje, el comportamiento, el desarrollo del lenguaje y el rendimiento académico.

### Adolescentes
La falta de defensa y cambio político, con un aumento de la atención de los medios de comunicación, ha provocado duelo ecológico, que ha tenido impactos particulares en la salud mental de los adolescentes. El cambio climático afecta a los adolescentes de forma diferente y de múltiples maneras. Muchas de estas formas se entrecruzan a medida que cada adolescente procesa su trauma y angustia. Los adolescentes con enfermedades mentales preexistentes experimentan un riesgo elevado de aflicción y angustia ecológica.
Aunque estos sentimientos no son directamente perjudiciales para la salud física y las condiciones del adolescente, son desagradables y un problema creciente. El duelo ecológico, la angustia, la ansiedad y la ira son las emociones más populares entre los adolescentes. Los psicólogos, específicamente los psicólogos del clima, están experimentando dificultades para originar el origen de estas emociones, y los métodos para ayudar a los necesitados y prevenir a los no tan afectados.
Los desplazamientos forzosos son cada vez más frecuentes a medida que aumenta la crisis climática. Los desplazamientos forzosos pueden deberse a desastres naturales, reducción de alimentos o seguridad alimentaria, hambrunas, escasez de agua u otros impactos medioambientales. Este desplazamiento por sí solo evoca sentimientos de dolor y pérdida al verse obligado a trasladarse de un lugar cómodo a otro desconocido. La reducción de los alimentos, la hambruna y la escasez de agua tendrán un impacto indirecto en la salud del adolescente al invocar miedo y ansiedad, así como pena y pérdida.
Para los adolescentes, las relaciones son importantes. Los desplazamientos pueden poner a prueba las relaciones sociales de los adolescentes e impedir que sigan desarrollando sus habilidades y relaciones sociales. Los conflictos comunitarios también pueden afectar indirectamente a la salud mental del adolescente. La comunidad puede experimentar opiniones encontradas sobre cómo abordar el cambio climático, los métodos para combatirlo y la concienciación al respecto. Rodearse de emociones y situaciones negativas puede pesar mucho en un adolescente en desarrollo. Puede que no quieran experimentar personalmente este conflicto con los demás y se alejen de las interacciones sociales. Puede que tengan ideas diferentes, pero les cueste conseguir que alguien les escuche debido a su edad. Prevalecen los sentimientos de desesperanza, impotencia y miedo.

## Constructos ambientales y climáticos específicos

### Duelo ecológico
El duelo ecológico, también conocido como duelo climático, puede ser una respuesta psicológica a la pérdida causada por la destrucción de los ambientes o el cambio climático.
El tanatólogo Kriss Kevorkian define al duelo ecológico como "la reacción de dolor causado por la pérdida ambiental de ecosistemas por eventos naturales o causados por el hombre". Cunsolo y Ellis lo definen como "la pena sentida en relación a experimentaar o anticipar pérdidas ecológicas, incluyendo la pérdida de especies, ecosistemas, y paisajes significativos debido al cambio ambiental agudo o crónico".

## Co-beneficios
Aunque la mayoría de los estudios sobre el impacto psicológico del cambio climático constatan efectos negativos, puede haber algunos impactos positivos a través de vías directas o indirectas.

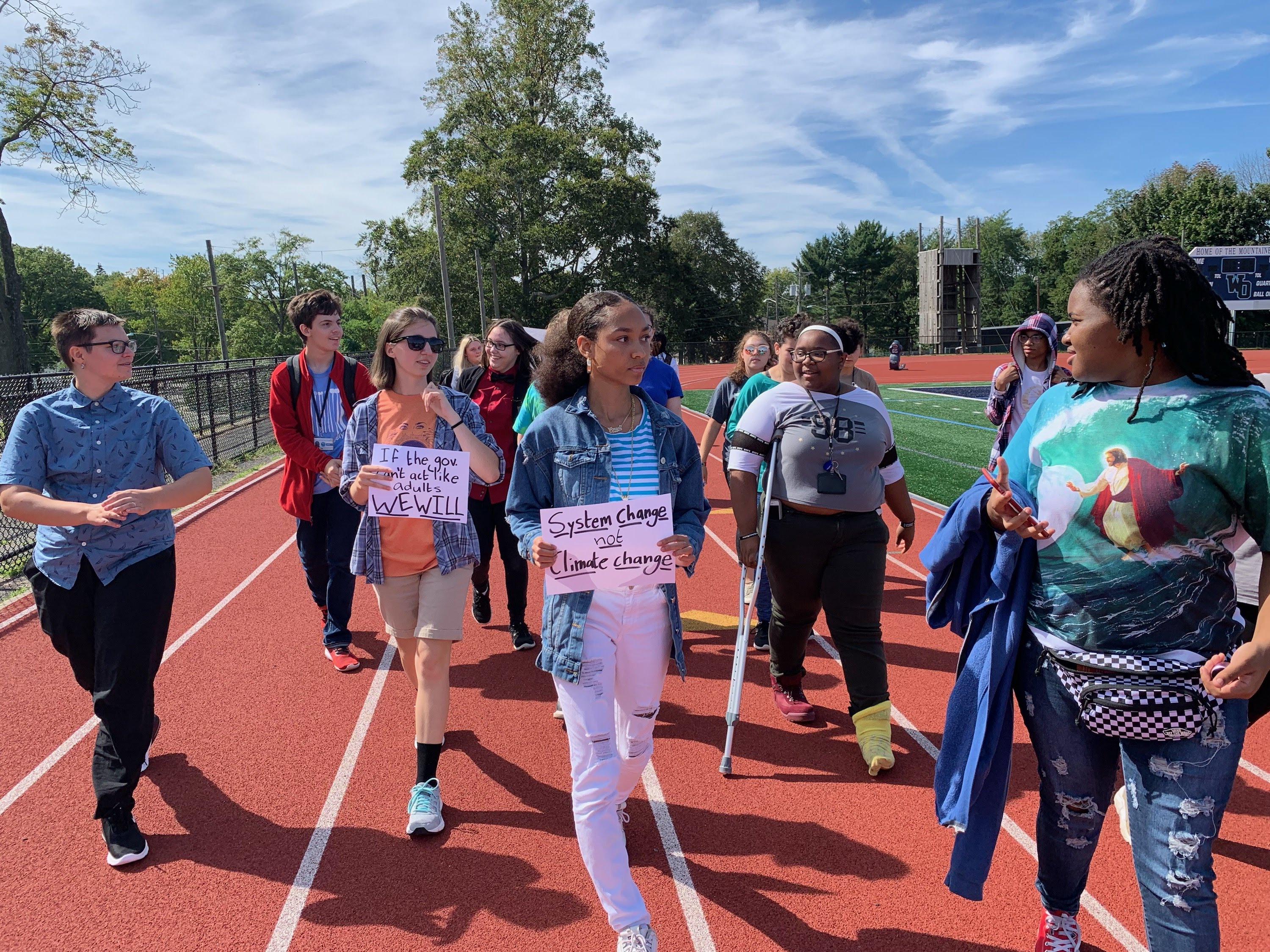
Si bien el impacto psicológico del cambio climático es en gran medida negativo, el compromiso social relacionado puede tener efectos positivos sobre el bienestar mental

### Activismo climático
La experiencia directa de los efectos negativos del cambio climático también puede provocar cambios personales que pueden considerarse positivos. Las experiencias directas de sucesos medioambientales como las inundaciones han dado lugar a una mayor relevancia psicológica y preocupación por el cambio climático, lo que a su vez predice intenciones, comportamientos y apoyo político al cambio climático.
A nivel personal, emociones como la preocupación y la ansiedad son una parte normal, aunque incómoda, de la vida. Pueden considerarse parte de un sistema de defensa que identifica las amenazas y se enfrenta a ellas. Desde esta perspectiva, la ansiedad puede ser útil para motivar a las personas a buscar información y actuar ante un problema. Es más probable que la ansiedad y la preocupación se asocien con el compromiso cuando las personas sienten que pueden hacer cosas. Los sentimientos de agencia pueden reforzarse incluyendo a las personas en la toma de decisiones participativa. También pueden fomentarse las habilidades de afrontamiento centradas en el problema y en el significado. El afrontamiento centrado en el problema implica recopilar información y tratar de averiguar qué se puede hacer personalmente. El afrontamiento centrado en el significado implica comportamientos como identificar información positiva, centrarse en fuentes constructivas de esperanza y confiar en que otras personas también están haciendo su parte. El sentido de agencia, las habilidades de afrontamiento y el apoyo social son importantes para construir resiliencia general.  La educación puede beneficiarse de un enfoque en torno a la conciencia emocional y el desarrollo de estrategias sostenibles de regulación de las emociones.
Para algunos individuos, el mayor compromiso causado por la lucha compartida contra el cambio climático reduce el aislamiento social y la soledad. A nivel comunitario, aprender sobre la ciencia del cambio climático y tomar medidas colectivas en respuesta a la amenaza, puede aumentar el altruismo y la cohesión social, fortalecer los lazos sociales y mejorar la resiliencia. Tal impacto social positivo se asocia generalmente sólo con las comunidades que tenían algo alto cohesión social en primer lugar, lo que lleva a los líderes comunitarios a actuar para mejorar la resiliencia social antes de que la alteración relacionada con el clima sea demasiado grave.

### Esfuerzos de mitigación y adaptación
Existen beneficios potenciales para la salud mental de las acciones de mitigación tomadas por los individuos, como transporte activo, aumento de la actividad física y dietas más saludables.
La vida sana se ha asociado con una mejora de la salud mental y el bienestar general, apoyada por investigaciones sobre factores como el ejercicio, la nutrición, el sueño, la gestión del estrés y las conexiones sociales.

## Historia
Las primeras investigaciones sobre las repercusiones en la salud mental del cambio climático comenzaron en el siglo XX, y cobraron actualidad en el siglo XXI.